# Zonsverduisteringen van 1411 t/m 1420
De periode 1411 t/m 1420 bevat 21 zonsverduisteringen. Deze zijn onderverdeeld in de volgende typen:
- 7 totale
- 10 ringvormige
- 0 hybride
- 4 gedeeltelijke

## Overzicht
Onderstaand overzicht bevat alle details van deze zonsverduisteringen.
| Datum        | UTC op Max | Type         | Stijl                         | Saros nr | Magni- tude | Lengte op Max | Coördinaten op Max |
| ------------ | ---------- | ------------ | ----------------------------- | -------- | ----------- | ------------- | ------------------ |
| 23 feb. 1411 | 02:01:36   | ringvormig   | centraal geen zuiddgrens      | 101      | 0.9654      | 2m 5s         | 61.6z 105.7w       |
| 19 aug. 1411 | 18:05:20   | ringvormig   | centraal                      | 106      | 0.9724      | 1m 52s        | 62.2n 23.9w        |
| 12 feb. 1412 | 13:15:02   | totaal       | centraal                      | 111      | 1.0319      | 2m 42s        | 23.5z 7.0w         |
| 7 aug. 1412  | 21:27:46   | ringvormig   | centraal                      | 116      | 0.9465      | 5m 55s        | 24.4n 134.5w       |
| 1 feb. 1413  | 04:47:05   | totaal       | centraal                      | 121      | 1.0509      | 4m 25s        | 9.6n 102.6o        |
| 27 juli 1413 | 21:50:24   | ringvormig   | centraal                      | 126      | 0.9506      | 5m 58s        | 14.1z 157.5w       |
| 21 jan. 1414 | 20:00:46   | gedeeltelijk |                               | 131      | 0.7384      | -             | 62.6n 167.3w       |
| 17 juli 1414 | 02:35:03   | gedeeltelijk |                               | 136      | 0.4881      | -             | 63.1z 99.0o        |
| 12 dec. 1414 | 14:01:50   | ringvormig   | niet centraal geen zuiddgrens | 103      | 0.9330      | -             | 65.9z 137.3o       |
| 7 juni 1415  | 07:22:41   | totaal       | centraal                      | 108      | 1.0708      | 4m 51s        | 59.2n 73.7o        |
| 1 dec. 1415  | 14:02:32   | ringvormig   | centraal                      | 113      | 0.9166      | 9m 31s        | 43.7z 30.7w        |
| 27 mei 1416  | 00:38:48   | totaal       | centraal                      | 118      | 1.0742      | 6m 56s        | 13.5n 171.0o       |
| 19 nov. 1416 | 14:05:55   | ringvormig   | centraal                      | 123      | 0.9404      | 8m 5s         | 1.8z 31.6w         |
| 16 mei 1417  | 15:36:31   | totaal       | centraal                      | 128      | 1.0179      | 1m 30s        | 48.9z 46.3w        |
| 8 nov. 1417  | 20:41:02   | gedeeltelijk |                               | 133      | 0.9670      | -             | 69.2n 108.6w       |
| 6 apr. 1418  | 09:48:10   | gedeeltelijk |                               | 100      | 0.8513      | -             | 71.5n 86.1w        |
| 30 sep. 1418 | 00:24:11   | totaal       | niet centraal geen zuiddgrens | 105      | 1.0112      | -             | 71.8z 63.7o        |
| 26 mrt. 1419 | 09:50:57   | ringvormig   | centraal                      | 110      | 0.9383      | 7m 25s        | 24.5n 28.0o        |
| 19 sep. 1419 | 16:20:21   | totaal       | centraal                      | 115      | 1.0401      | 3m 40s        | 19.5z 72.1w        |
| 14 mrt. 1420 | 12:42:57   | ringvormig   | centraal                      | 120      | 0.9727      | 2m 59s        | 21.4z 0.3w         |
| 8 sep. 1420  | 04:02:09   | ringvormig   | centraal                      | 125      | 0.9885      | 1m 10s        | 26.7n 127.7o       |

### Legenda
| Kolomhoofd         | Uitleg                                                                                                |
| ------------------ | --- |
| Datum              | Datum op het moment van het maximum van de eclips                                                     |
| UTC op Max         | Tijd in UTC op het moment van het maximum van de eclips                                               |
| Type               | Type van de eclips                                                                                    |
| Stijl              | Binnen een type zijn verschillende stijlen mogelijk                                                   |
| Sarosnr            | Het nr van de sarosreeks waartoe de eclips behoort                                                    |
| Magnitude          | Percentage van verduistering van de middellijn van de zon op het moment van het maximum van de eclips |
| Lengte op Max      | Tijdsduur van de eclips op de plek met het maximum                                                    |
| Coördinaten op Max | Coördinaten op het moment van het maximum van de eclips                                               |